# Relace (matematika)
Jako relaci nebo n-ární relaci nazveme v matematice libovolný vztah mezi skupinou prvků jedné nebo více množin. Ve většině případů je tímto označením myšlena binární relace.

## Definice
{\displaystyle n}-ární relací mezi množinami {\displaystyle A_{1},A_{2},A_{3},\ldots ,A_{n}}, kde {\displaystyle n\in N}, rozumíme libovolnou podmnožinu kartézského součinu {\displaystyle n} množin.
{\displaystyle n}-ární relací na množině {\displaystyle A} je tedy libovolná množina {\displaystyle R} uspořádaných {\displaystyle n}-tic, přičemž {\displaystyle R\subseteq A^{n}}.

## Klasifikace
Relace lze rozdělit podle počtu množin kartézského součinu následovně:
- Unární relací nazveme každou podmnožinu množiny {\displaystyle M}.
- Binární relací nazveme každou množinu uspořádaných dvojic {\displaystyle [x,y]\in M^{2}}.
- Ternární relací nazveme každou množinu uspořádaných trojic {\displaystyle [x,y,z]\in M^{3}}.
- ostatní relace jsou označovány buď souhrnným názvem n-ární relace nebo konkrétně podle vzoru:
kvartární, pentární, sextární, septární, oktární, nonární atp.

## Příklady
unární relace
- je kladné (záporné) číslo
- je (ne)pravdivý výrok

binární relace
- shodnost
- podobnost
- graf jakékoliv zobrazení {\displaystyle f:A\to B} je relací {\displaystyle (a} {\displaystyle R} {\displaystyle b)} {\displaystyle \Leftrightarrow f(a)=b}.
- ekvivalence (reflexivní, symetrická a tranzitivní):
  - rovnoběžnost
  - má stejnou barvu jako
- neostré uspořádání (reflexivní, slabě antisymetrická a tranzitivní):
  - dělitelnost
  - je (neostře) větší než (≥)
  - je podmnožinou
- ostré uspořádání (antireflexivní a tranzitivní):
  - je (ostře) větší než (>)
  - je starší než

ternární relace
- leží mezi